# Dululba
Dululba es un personaje de la mitología talamanqueña de los pueblos bribris  y cabécares. Se trata de una serpiente que devora a todos aquellos que cometan incesto, a quien los Niños Huracanes confunden con una balsa en la laguna de la montaña Janeu.